# Prolaktyna
Prolaktyna (PRL) – hormon peptydowy zbudowany ze 199 aminokwasów (u człowieka), o masie cząsteczkowej 23,4 kDa. Ma zbliżone efekty metaboliczne, budowę chemiczną i centrum aktywne do somatotropiny. Prolaktyna wiąże cynk, co prawdopodobnie zwiększa trwałość cząsteczki.
Pobudza wzrost gruczołów sutkowych podczas ciąży i wywołuje laktację. Działa także na gonady, komórki limfoidalne i wątrobę – narządy te mają swoiste receptory. U kobiet karmiących piersią prolaktyna hamuje wydzielanie hormonu folikulotropowego (FSH) i luteinizującego (LH), blokując owulację i menstruację, szczególnie w pierwszych miesiącach po porodzie.
Prolaktyna wytwarzana jest głównie w przysadce mózgowej przez laktotrofy. Jest to drugi rodzaj komórek kwasochłonnych (oznaczany też określeniem ε, a u kobiet ciężarnych i karmiących η), które stanowią około 20% komórek przedniego płata przysadki mózgowej. Ich kształt jest graniasty i zawierają liczne, nieregularne ziarna o wymiarach 400–700 nm. Właśnie z tych ziaren uwalniany jest hormon. Podwzgórze hamuje wydzielanie prolaktyny wydzielając prolaktostatynę (dopaminę), której receptory typu D2 są na laktotrofach. Wydzielanie jest zwiększane przez prolaktoliberynę i estrogeny.
Innymi źródłami syntezy prolaktyny mogą być komórki niektórych nowotworów oraz endometrium (błona śluzowa macicy).
Nadmiar prolaktyny (hiperprolaktynemia) może być odpowiedzialny za niepłodność oraz zespół amenorrhea-galactorhea. Prawidłowe stężenie tego hormonu to mniej niż 20 ng/ml – oprócz ciężarnych i karmiących. U części osób z hiperprolaktynemią znaczna część obecnej we krwi prolaktyny pozostaje w formie kompleksu z immunoglobuliną G (makroprolaktyna (ang. big prolactin, BB-PRL)). Powstała forma jest biologicznie nieaktywna, ale jest wykrywana w niektórych testach. W takim przypadku występuje wysoki poziom prolaktyny przy braku objawów chorobowych.
Dopamina wraz z prolaktyną odpowiadają za ogólne napięcie woli, kojarzone zwykle z napięciem seksualnym. Neuroprzekaźnik dopamina utrzymuje się na obniżonym poziomie (za sprawą prolaktyny) jeszcze przez długi czas (do 2 tyg.) po orgazmie. Jest to prawdopodobnie jeden z istotniejszych mechanizmów odpowiadających za zaspokojenie seksualne (i związane z tym efekty psychologiczne).
Do wzrostu wydzielania prolaktyny dochodzi w fazie REM snu, po małych zabiegach chirurgicznych, po posiłkach, stosunku seksualnym, wysiłku, stymulacji brodawek (w tym w wyniku karmienia piersią), w czasie ciąży, w wyniku reakcji na stres i po napadach padaczkowych.

## Karmienie piersią a możliwość zajścia w ciążę
Karmienie piersią wywołuje wydzielanie prolaktyny z przysadki mózgowej matki. W czasie karmienia stężenie prolaktyny we krwi dosyć szybko rośnie, a po karmieniu stopniowo opada. Jeżeli czas pojedynczego karmienia jest dostatecznie długi oraz jeżeli ilość karmień w ciągu doby jest odpowiednio duża, stężenie prolaktyny we krwi kobiety utrzymuje się na poziomie, który uniemożliwia owulację. A więc to, czy kobieta, która karmi zajdzie w ciążę, czy nie, zależy od tego, ile czasu trwa jedno karmienie oraz od tego, jak często kobieta karmi dziecko. Im dłużej trwa karmienie i im częściej się karmi, tym szansa na zajście w ciążę jest mniejsza.

## Leki wpływające na poziom prolaktyny
Leki powodujące zwiększenie poziomu prolaktyny:
- neuroleptyki (promazyna, sulpiryd, haloperidol, rysperydon, amisulpryd)
- opioidy,
- metoklopramid,
- leki przeciwdepresyjne (imipramina, amitryptylina),
- spironolakton,
- metyldopa,
- cymetydyna.

Leki wpływające hamująco na poziom prolaktyny:
- bromokryptyna,
- kabergolina.